# Ruggi d'Aragona (famiglia)
I Ruggi d'Aragona sono un'antica famiglia nobile italiana, di origine normanna, ascritta nel Patriziato della città di Salerno, Seggio del Campo e registrata nell'elenco ufficiale nobiliario italiano del 1922 col titolo di "Patrizi di Salerno e di Trani".

## Storia
La famiglia originaria e principale è individuata dalla qualità Patrizia di essa, ovverosia dal luogo ove ininterrottamente ha avuto corso a prescindere da altri gruppi sociali che possano portare un cognome simile, acquisito in seguito a disposizioni legali (adozioni, legittimati, ecc.) e non naturali. Così la Ruggi d'Aragona è in primis Patrizia della città di Salerno e non di altri siti, e si è distinta nel corso dei secoli come presente solo nella città medesima. Nella sua millenaria storia mai nessun ceppo si trasferì altrove, se non a Trani ove si estinse, e meno che mai in Francia.

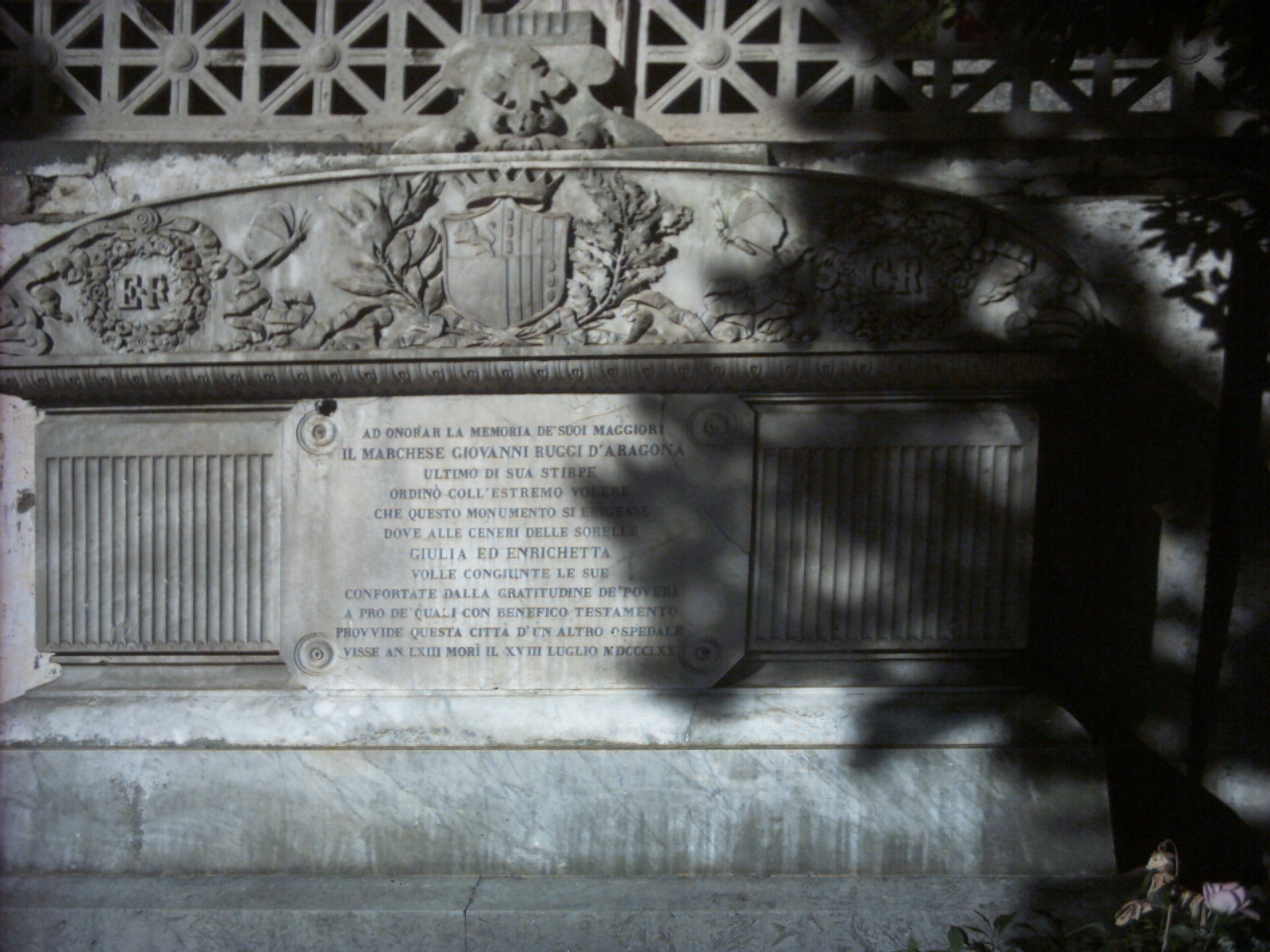
Tomba di Giovanni Ruggi d'Aragona, nel cimitero di Salerno.

Inizialmente il cognome era soltanto Ruggi, probabilmente dal latino De Rugius o Rugius: l'appellativo "d'Aragona" venne ad essa conferito il 3 luglio del 1500 dal re Federico d'Aragona con un editto reale..
Il monaco benedettino Pietro del Pezzo, riferisce della famiglia:

(Pietro del Pezzo, Famiglie Nobili delli tre Seggi della Città di Salerno, XIX sec)
Mentre in uno dei Registri della Cancelleria Angioina detto Extravagantes infra Regnum si può leggere a proposito della famiglia: “1278 - De Rugee familia, milite” - notizia che trova la conferma nella persona di Johannes barone di Perdifumo e Noce, filius Guiscardi, miles Salerni, nei Notamenta di Carlo De Lellis dell’anno 1271.

### Membri della famiglia Ruggi d'Aragona
Membri noti della famiglia sono stati:
- Petruccio, Magister Nundinarum Salerni dal 1382 ed Erario di Principato Citra;
- Benedetto o Abbas Rugius, Ambasciatore prima di Re Ferdinando I e poi nel 1494 di Re Alfonso II presso la Repubblica di Venezia. Nel luglio del 1535 i Ruggi d'Aragona ospitarono per cinque giorni l'imperatore Carlo V sulla via del ritorno verso Madrid da Tunisi.[5]

- Matteo Angelo I che il 9 aprile 1590 con Pompeo de Ruggiero e G. Vincenzo Quaranta riscattarono la città di Salerno dall'infeudamento di Nicola Grimaldi, duca d'Eboli;

- Giovan Francesco, Barone di Lote, che il 4 giugno 1653 fu onorato dal Re di Spagna e delle Due Sicilie Filippo IV di un Real Privilegio col quale era accolto come suo familiare e consanguineo;
- Giulio, eminente storico del Seicento;
- Frà Nicolò Ruggi da Salerno, 157º Abate di Montecassino dal 1717 al 1722;
- Marchese Matteo Angelo II, Preside e Governatore di Calabria Ultra e Abruzzo Citra nel 1738, Soprintendente Generale delle Regie Castella di Napoli e Sicilia e dei Presìdi di Toscana nel 1741;
- Gerardo, Cavaliere di Giustizia Gerosolimitano, Comandante di galee della Marina di Malta e, nel 1818 Deputato del Supremo Magistrato della Salute del Regno di Napoli;
- Francesco, Cavaliere di Onore e Devozione SMOM nel 1779 e Amministratore Generale del Registro e Bollo nel 1818;
- Ferdinando Ruggi, Governatore del dipartimento del Sele (Salerno e provincia) durante la Repubblica Napoletana del 1799, decapitato a Napoli il 7 dicembre dello stesso anno;[6][7]
- Pietro Ruggi, Colonnello Comandante del Real Reggimento dei Veliti di Terra di Lavoro e Cavaliere dell'Ordine delle due Sicilie, fatto Barone sul cognome da Re gioacchino Murat il 9 luglio 1813;
- Giovanni Maria Ruggi d'Aragona, nato a Napoli nel 1802 e morto a Salerno nel 1870, che fu Sindaco di Salerno e fondatore del principale ospedale cittadino;[8]
- Egidio Nicola, Cavaliere di Giustizia SMOM nel 1818, Architetto Fiscale e Controllore delle Contribuzioni dirette nel 1818, Agente Generale del contenzioso del Real Albergo de'Poveri e Stabilimenti riuniti di Napoli e del Regno nel 1825, insignito dell'Ordine Supremo di Cristo (il più prestigioso fra gli Ordini Equestri Pontifici) il 1º luglio 1825;
- Roberto I, Avvocato e Prefetto in varie città d'Italia nella prima metà del '900;
- Ettore I, laureato in Scienze Diplomatiche e Consolari.